# Biologija
| Escherichia coli             | Paprat |
| Divovski afrički tvrdokrilac | Gazela |

Biologija (grč. βίος, bíos 'život' i λόγος, lógos 'riječ, znanje') prirodna je znanost koja se bavi proučavanjem živoga svijeta, znanost o životu. Biologija proučava svojstva i ponašanje organizama, njihov rast, razvoj i razmnožavanje, kao i interakcije između različitih organizama, te organizama i njihovog okoliša. Biologija obuhvaća široki spektar akademskih područja koja se često smatraju različitim disciplinama. Ove discipline zajedno proučavaju život na različitim razinama.
Molekularna biologija, biokemija i molekularna genetika su velikim dijelom preklapajuće discipline koje proučavaju životne procese na molekulskoj i supramolekulskoj razini. Život na razini pojedinačnih stanica proučava stanična biologija. Anatomija, histologija i fiziologija proučavaju građu i funkciju organizama na razini tkiva, organa i organskih sustava.
Na Zemlji postoji više od 10 milijuna različitih vrsta.
Njihova veličina pokriva raspon od onih koje su mikroskopski male pa do organizama veličine plavog kita.
Svi ovi oblici života imaju izvjesne osobine koje ih čine specifičnima i razlikuju od mrtvih tvari.
Ove osobine su na primjer mogućnost reprodukcije, rasta, ali i mogućnost prilagođavanja okolini.

## Područja biologije
Brojna su područja biologije, slijedi kraći popis:
- protistologija – znanost jednostaničnim eukariotskim organizmima (algama i praživotinjama),
- zoologija – znanost o životinjama,
- botanika –  znanost o biljkama,
- antropologija – znanost koja proučava ljudski život i kulturu, te odnos između prirode i kulture,
- ekologija – znanost o odnosima među živim organizmima, o njihovom utjecaju na neživi okoliš koji ih okružuje, te o utjecaju okoliša na njih,
- citologija – znanost o građi i aktivnosti živih stanica,
- evolucija – znanost o razvoju života na Zemlji,
- mikrobiologija – znanost o mikroorganizmima,
- genetika – znanost o nasljeđivanju,
- anatomija – proučava građu organizma,
- histologija – proučava tkiva,
- Morfologija – pročava oblik i građu organizma (više se upotrebljava u botanici),
- fiziologija – proučava životne procese u organizmima,
- bakteriologija – proučava bakterije,
- virologija – proučava viruse,
- zoologija – proučava životinje,
- entomologija – proučava kukce,
- Ihtiologija – proučava ribe,
- herpetologija – proučava vodozemce i gmazove,
- ornitologija – proučava ptice,
- mamalogija – proučava sisavce,
- embriologija – proučava embrionalni razvitak (od začeća do "rođenja" nove jedinke),
- molekularna biologija – proučava makromolekule u stanici i reakcije među njima,
- geobotanika – proučava rasprostranjenost biljaka na Zemlji,
- konzervacijska biologija – primjenjuje dostignuća iz brojnih znanosti (prirodnih, društvenih i dr.) u svrhu zaštite biološke raznolikosti.

Medicina, antropologija i psihologija znanosti su koje se bave čovjekom, medicina njegovim fizičkim i psihičkim zdravljem, psihologija cjelokupnim ponašanjem (i bolesnim i zdravim), a antropologija proučava čovjeka iz svih mogućih pogleda, materijalnih, duhovnih i duševnih, promatra ga u vremenu. Ukratko, dok liječnici pomažu ljudima da budu tjelesno zdravi, psiholozi se bave ponašanjem, a antropolozi pokušavaju shvatiti cjelinu.

## Aksiomi moderne biologije
Neke od najvažnijih područja biologije ujedinjuje pet principa za koje se može reći da su temeljni aksiomi moderne biologije
- 1. Stanica je osnovna jedinica života, tj. osnovna strukturna i funkcionalna jedinica svih poznatih organizama.
- 2. Nove vrste i nasljedne osobine rezultat su evolucije.
- 3. Gen je osnovna jedinica nasljeđivanja.
- 4. Organizmi reguliraju svoje unutarnje mehanizme, kako bi održali stabilno zdravstveno stanje.
- 5. Živi organizmi konzumiraju i transformiraju razne oblike energije.

## Poznati biolozi
Početke biologije nalazimo kod Aristotela koji je opisao oko 500 životinjskih vrsta, a nakon njega slijedi stagnacija sve do 16. stoljeća.  U 17. stoljeću izum mikroskopa dovodi do otkrića stanice i početka citologije, a u 18. stoljeću Carl von Linne opisuje i sistematizira mnoštvo biljnih i životinjskih vrsta. Svojim radom ujedno osniva znanstvenu sistematiku vrsta. Nakon njega Georges Cuvier utemeljuje komparativnu anatomiju, a Charles Darwin postavlja teoriju evolucije.
- Sir Charles Darwin
- Gregor Mendel
- Louis Pasteur
- Sir Alexander Fleming
- Luigi Galvani
- Robert Hooke
- Carl von Linne
- Jacques Monod
- James Watson
- Francis Crick
- Robert Koch